# IC 4726
IC 4726 ist eine Linsenförmige Galaxie vom Hubble-Typ S0 im Sternbild Pfau am Südsternhimmel. Sie ist schätzungsweise 198 Millionen Lichtjahre von der Milchstraße entfernt und hat einen Durchmesser von etwa 55.000 Lichtjahren. Gemeinsam mit dreißig weiteren Galaxien bildet sie die IC 4765-Gruppe (LGG 422) und mit PGC 62116 ein optisches(?) Galaxienpaar.
Im selben Himmelsareal befinden sich u. a. die Galaxien IC 4723, IC 4727, IC 4731, IC 4735.
Das Objekt wurde am 20. Juli 1901 vom US-amerikanischen Astronomen DeLisle Stewart entdeckt.